# Byblia ilithyia
Byblia ilithyia là một loài bướm giáp có ở một số khu vực của châu Phi và châu Á.
Sải cánh: 50–56 mm.
Số nhiễm sắc thể haploid là 17.
Chúng phân bố ở một phần Phi Châu, trung và nam Ấn Độ và Sri Lanka.
Ấu trùng ăn các loài Tragia dubanensis, Tragia glabrata, Dalechampia capensis, và Tragia cannabina.

## Hình ảnh

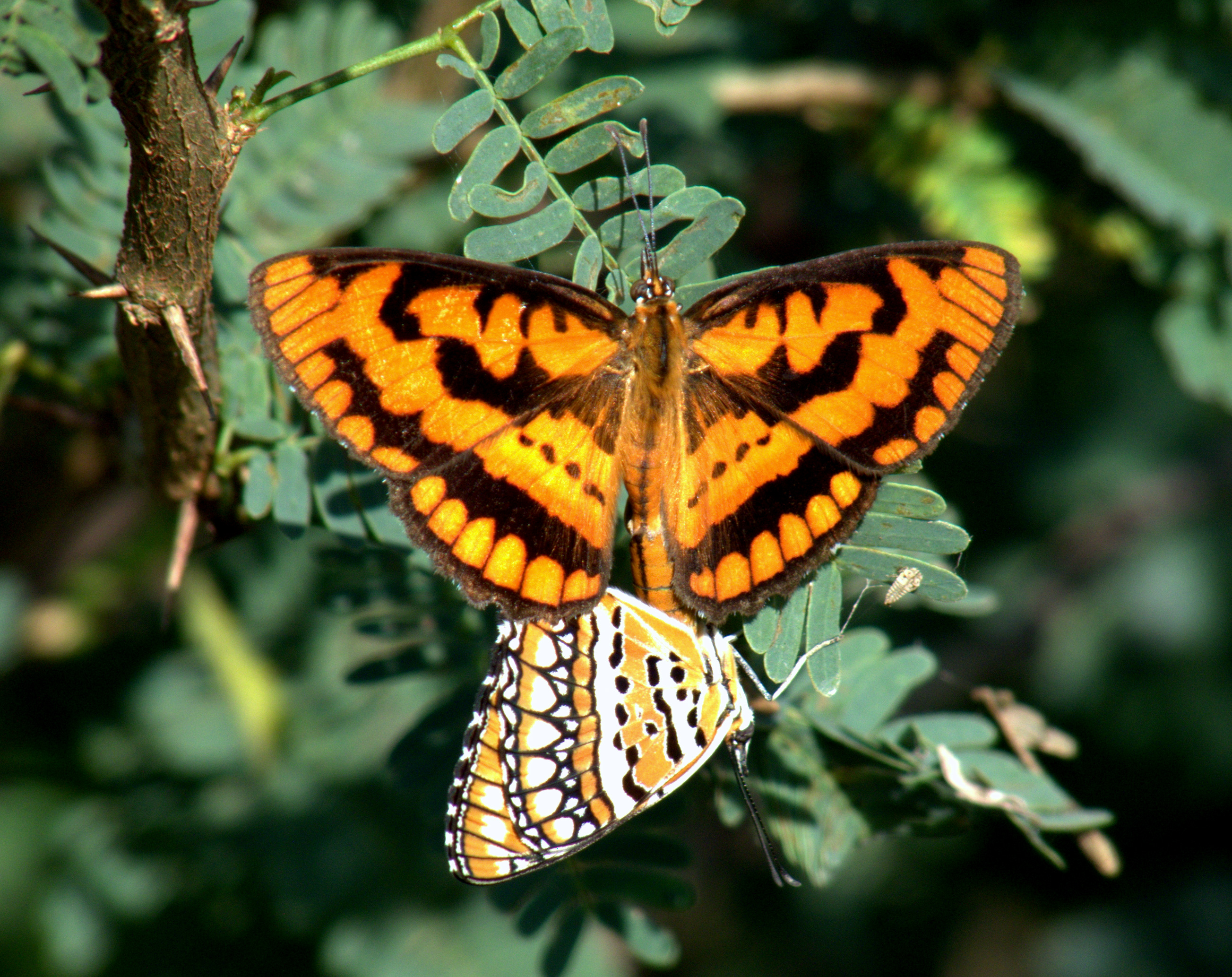
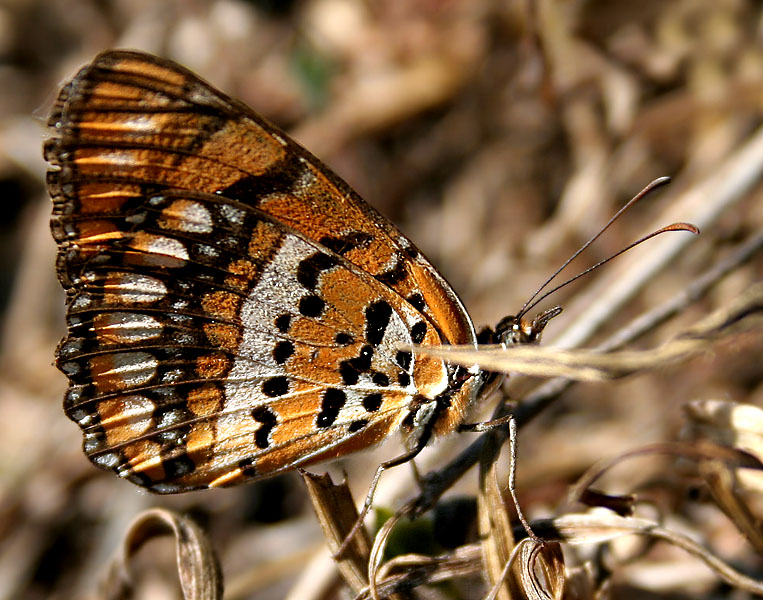
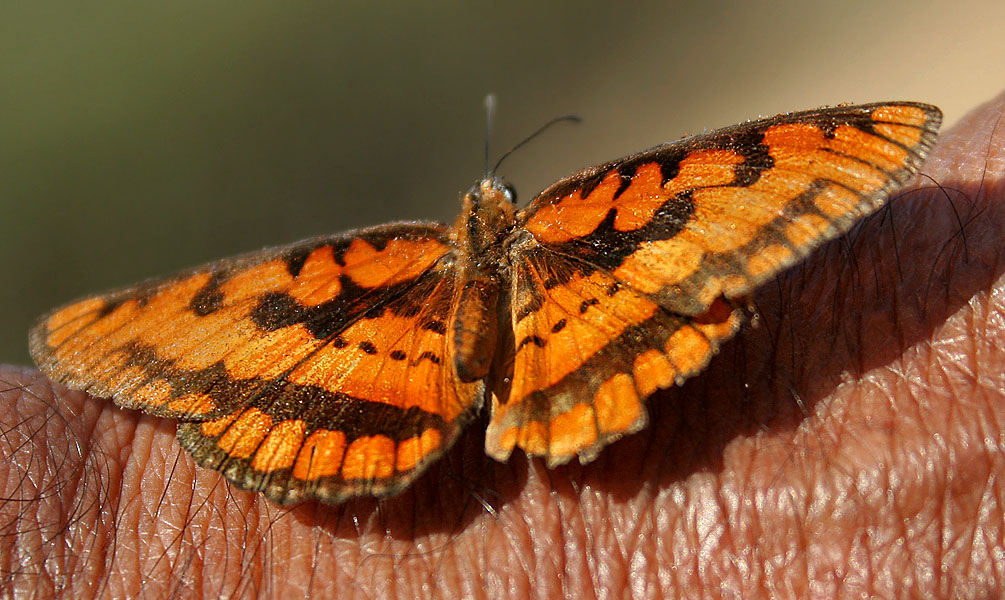